# Sapphire Mountains
Sapphire Mountains je pohoří v severních amerických Skalnatých horách. Nachází se na západě Montany, podél hranice Granite County a Ravalli County. Nejvyšší horou je Kent Peak (2 742 m).
Pohoří se rozkládá ze severu k jihu podél hranice s Idahem. Na severním konci Sapphire Mountains leží jedno z největších měst Montany Missoula, západně se nachází rozlehlé pohoří Bitterroot Range, jižně až jihovýchodně leží další pohoří Anaconda Range a Pioneer Mountains.